# Stone Mountain Park Tennis Center
Das Stone Mountain Park Tennis Center war eine Tennisanlage in der US-amerikanischen Stadt Stone Mountain im Bundesstaat Georgia.
Anlässlich der Olympischen Sommerspiele 1996 in Atlanta wurde im Stone Mountain Park das gleichnamige Tenniszentrum errichtet. Dieses befand sich im nordöstlichen Teil des Parks, da dieser Bereich den besten Zugang von öffentlichen Straßen bot. Die Anlage umfasste ein Stadion mit dem Center Court, welches 7200 Zuschauern Platz bot. Hinzu kamen 16 weitere Plätze, die für eine Gesamtkapazität von 12.000 Zuschauern sorgten. Nach den Spielen ging die Anlage in den Besitz des Stone Mountain Parks über und einige Plätze wurden übergeben, wobei die temporären Sitzplätze entfernt wurden. Die Oberfläche bestand aus Plexicushion von der Firma Plexipave.
Nach den Spielen ging die Anlage in den Besitz des Staates Georgia über. 1997 war die Anlage Austragungsort der U.S. Hardcourt Championships. Im Oktober 2005 fand im Stadion ein Konzert von Roberta Flack und Melba Moore statt, ehe die Anlage 2007 geschlossen und 2018 abgerissen wurde.